# Callistemon subulatus
Callistemon subulatus är en myrtenväxtart som beskrevs av Edwin Cheel. Callistemon subulatus ingår i släktet lampborstar, och familjen myrtenväxter. Inga underarter finns listade i Catalogue of Life.